# Eucera paraclypeata
Eucera paraclypeata är en biart som beskrevs av Sitdikov 1988. Eucera paraclypeata ingår i släktet långhornsbin, och familjen långtungebin. Inga underarter finns listade i Catalogue of Life.